# Terry Carkner
Terry Kenneth Carkner, född 7 mars 1966, är en kanadensisk före detta professionell ishockeyback som tillbringade 13 säsonger i den nordamerikanska ishockeyligan National Hockey League (NHL), där han spelade för New York Rangers, Quebec Nordiques, Philadelphia Flyers, Detroit Red Wings och Florida Panthers. Han producerade 230 poäng (42 mål och 188 assists) samt drog på sig 1 588 utvisningsminuter på 858 grundspelsmatcher.
Han spelade också för New Haven Nighthawks i American Hockey League (AHL) och Peterborough Petes i Ontario Hockey League (OHL).
Carkner draftades av New York Rangers i första rundan i 1984 års draft som 14:e spelare totalt.
Han var tränare för Villanova Wildcats ishockeylag för säsongen 2004–2005.
Carkner  är kusin till Matt Carkner, som själv är svåger till Bryan Helmer.

## Statistik
| Källa: Utv = Utvisningsminuter | Källa: Utv = Utvisningsminuter | Källa: Utv = Utvisningsminuter |                           | Grundserie                | Grundserie                | Grundserie                | Grundserie                | Grundserie                |                           | Slutspel                  | Slutspel                  | Slutspel                  | Slutspel                  | Slutspel                  |                           |
| Säsong                         | Lag                            | Liga                           | Matcher                   | Mål                       | Assist                    | Poäng                     | Utv                       | Matcher                   | Mål                       | Assist                    | Poäng                     | Utv                       |                           |                           |                           |
| ------------------------------ | ------------------------------ | ------------------------------ | ------------------------- | ------------------------- | ------------------------- | ------------------------- | ------------------------- | ------------------------- | ------------------------- | ------------------------- | ------------------------- | ------------------------- | ------------------------- | ------------------------- | ------------------------- |
| 1980–1981                      | Winchester Hawks               | EOJBHL                         | 2                         | 0                         | 0                         | 0                         | 0                         | —                         | —                         | —                         | —                         | —                         |                           |                           |                           |
| 1981–1982                      | Smiths Falls Settlers          | EOJBHL                         | Statistik ej tillgänglig. | Statistik ej tillgänglig. | Statistik ej tillgänglig. | Statistik ej tillgänglig. | Statistik ej tillgänglig. | Statistik ej tillgänglig. | Statistik ej tillgänglig. | Statistik ej tillgänglig. | Statistik ej tillgänglig. | Statistik ej tillgänglig. | Statistik ej tillgänglig. | Statistik ej tillgänglig. | Statistik ej tillgänglig. |
| 1982–1983                      | Brockville Braves              | CJHL                           | 47                        | 8                         | 32                        | 40                        | 94                        | —                         | —                         | —                         | —                         | —                         |                           |                           |                           |
| 1983–1984                      | Peterborough Petes             | OHL                            | 66                        | 4                         | 21                        | 25                        | 91                        | 8                         | 0                         | 6                         | 6                         | 13                        |                           |                           |                           |
| 1984–1985                      | Peterborough Petes             | OHL                            | 64                        | 14                        | 47                        | 61                        | 125                       | 17                        | 2                         | 10                        | 12                        | 11                        |                           |                           |                           |
| 1985–1986                      | Peterborough Petes             | OHL                            | 54                        | 12                        | 32                        | 44                        | 106                       | 16                        | 1                         | 7                         | 8                         | 17                        |                           |                           |                           |
| 1986–1987                      | New York Rangers               | NHL                            | 52                        | 2                         | 13                        | 15                        | 118                       | 1                         | 0                         | 0                         | 0                         | 0                         |                           |                           |                           |
|                                | New Haven Nighthawks           | AHL                            | 12                        | 2                         | 6                         | 8                         | 56                        | 3                         | 1                         | 0                         | 1                         | 0                         |                           |                           |                           |
| 1987–1988                      | Quebec Nordiques               | NHL                            | 63                        | 3                         | 24                        | 27                        | 159                       | —                         | —                         | —                         | —                         | —                         |                           |                           |                           |
| 1988–1989                      | Philadelphia Flyers            | NHL                            | 78                        | 11                        | 32                        | 43                        | 149                       | 19                        | 1                         | 5                         | 6                         | 28                        |                           |                           |                           |
| 1989–1990                      | Philadelphia Flyers            | NHL                            | 63                        | 4                         | 18                        | 22                        | 169                       | —                         | —                         | —                         | —                         | —                         |                           |                           |                           |
| 1990–1991                      | Philadelphia Flyers            | NHL                            | 79                        | 7                         | 25                        | 32                        | 204                       | —                         | —                         | —                         | —                         | —                         |                           |                           |                           |
| 1991–1992                      | Philadelphia Flyers            | NHL                            | 73                        | 4                         | 12                        | 16                        | 195                       | —                         | —                         | —                         | —                         | —                         |                           |                           |                           |
| 1992–1993                      | Philadelphia Flyers            | NHL                            | 83                        | 3                         | 16                        | 19                        | 150                       | —                         | —                         | —                         | —                         | —                         |                           |                           |                           |
| 1993–1994                      | Detroit Red Wings              | NHL                            | 68                        | 1                         | 6                         | 7                         | 130                       | 7                         | 0                         | 0                         | 0                         | 4                         |                           |                           |                           |
| 1994–1995                      | Detroit Red Wings              | NHL                            | 20                        | 1                         | 2                         | 3                         | 21                        | —                         | —                         | —                         | —                         | —                         |                           |                           |                           |
| 1995–1996                      | Florida Panthers               | NHL                            | 73                        | 3                         | 10                        | 13                        | 80                        | 22                        | 0                         | 4                         | 4                         | 10                        |                           |                           |                           |
| 1996–1997                      | Florida Panthers               | NHL                            | 70                        | 0                         | 14                        | 14                        | 96                        | 5                         | 0                         | 0                         | 0                         | 6                         |                           |                           |                           |
| 1997–1998                      | Florida Panthers               | NHL                            | 74                        | 1                         | 7                         | 8                         | 63                        | —                         | —                         | —                         | —                         | —                         |                           |                           |                           |
| 1998–1999                      | Florida Panthers               | NHL                            | 62                        | 2                         | 9                         | 11                        | 54                        | —                         | —                         | —                         | —                         | —                         |                           |                           |                           |
| NHL totalt                     | NHL totalt                     | NHL totalt                     | 858                       | 42                        | 188                       | 230                       | 1588                      | 54                        | 1                         | 9                         | 10                        | 48                        |                           |                           |                           |
| OHL totalt                     | OHL totalt                     | OHL totalt                     | 184                       | 30                        | 100                       | 130                       | 322                       | 41                        | 3                         | 23                        | 26                        | 41                        |                           |                           |                           |

### Internationellt
| Källa:        | Källa:        | Källa:        |         | Utv = Utvisningsminuter | Utv = Utvisningsminuter | Utv = Utvisningsminuter | Utv = Utvisningsminuter | Utv = Utvisningsminuter |
| År            | Lag           | Mästerskap    | Matcher | Mål                     | Assists                 | Poäng                   | Utv                     |                         |
| ------------- | ------------- | ------------- | ------- | ----------------------- | ----------------------- | ----------------------- | ----------------------- | ----------------------- |
| 1986          | Kanada        | JVM           | 7       | 0                       | 4                       | 4                       | 0                       |                         |
| 1993          | Kanada        | VM            | 8       | 0                       | 0                       | 0                       | 0                       |                         |
| Junior totalt | Junior totalt | Junior totalt | 7       | 0                       | 4                       | 4                       | 0                       |                         |
| Senior totalt | Senior totalt | Senior totalt | 8       | 0                       | 0                       | 0                       | 0                       |                         |